# Alina Nikitsenka
Alina Nikitsenka (14 de julio de 2002) es una deportista de Bielorrusia que compite en atletismo. Ganó una medalla de bronce en el Campeonato Mundial de Atletismo Sub-20 de 2021, en la prueba de lanzamiento de disco.